# Campli
Campli – miejscowość i gmina we Włoszech, w regionie Abruzja, w prowincji Teramo.
Według danych na rok 2004 gminę zamieszkiwały 7263 osoby, 99,5 os./km².